# Phyllonorycter vueltas
Phyllonorycter vueltas är en fjärilsart som beskrevs av Lastuvka 2006. Phyllonorycter vueltas ingår i släktet guldmalar, och familjen styltmalar.
Artens utbredningsområde är:
- Portugal.
- Spanien.

Inga underarter finns listade i Catalogue of Life.